# Janna Levin
Janna J. Levin (nascida em 1967) é uma cosmóloga teórica americana e professora de física e astronomia no Barnard College. Ela obteve um Bacharelado em Astronomia e Física com concentração em Filosofia no Barnard College em 1988 e um PhD em Física Teórica no Massachusetts Institute of Technology em 1993. Grande parte de seu trabalho trata da busca de evidências que sustentem a proposta de que nosso universo pode ser finito em tamanho devido a sua topologia não trivial. Outros trabalhos incluem buracos negros e a teoria do caos. Ela se juntou ao corpo docente do Barnard College em janeiro de 2004 e atualmente é a Professora Claire Tow de Física e Astronomia.

## Biografia
Levin nasceu de pais judeus de língua iídiche no Texas. Seus avós eram imigrantes da Europa Oriental, que eventualmente desistiram de se manter kosher. Ela descreve sua família como principalmente não religiosa (Levin não foi levada à sinagoga e não recebeu bat mitzvah). Ela frequentou a Universidade Columbia para seu bacharelado e o MIT para seu doutorado, graduando-se em 1993.
Levin é professora de física e astronomia no Barnard College da Columbia University com bolsa da Tow Foundation. Ela pesquisa buracos negros, a cosmologia de dimensões extras e ondas gravitacionais em forma de espaço-tempo. Além disso, ela é a diretora de ciências da Pioneer Works.
Levin é o autor do popular livro de ciência How the Universe Got Its Spots: Diary of a Finite Time in a Finite Space . Em 2006, ela publicou A Madman Dreams of Turing Machines, um romance de ideias contando as vidas e mortes de Kurt Gödel e Alan Turing.
Ela apareceu como convidada no programa Comedy Central de Stephen Colbert, The Colbert Report, em 24 de agosto de 2006. Ela também apareceu como convidada no programa de rádio Speaking of Faith em 22 de fevereiro de 2009, onde discutiu seu livro A Madman Dreams of Turing Machines. Levin apresentou "The sound the universe makes" no TED.com em 1º de março de 2011. Ela foi nomeada uma bolsista Guggenheim em 2012.